# Jiří Marusak
Jiří Marusak (* 29. November 1975 in Gottwaldov, Tschechoslowakei) ist ein ehemaliger tschechischer Eishockeyspieler, der über viele Jahre beim HC Zlín in der tschechischen Extraliga unter Vertrag stand. Darüber hinaus spielte er für Metallurg Nowokusnezk, SKA Sankt Petersburg, Djurgårdens IF und den HC Plzeň 1929.

## Karriere
Jiří Marušák begann seine Karriere als Eishockeyspieler in seiner Heimatstadt beim HC Zlín, für dessen Profimannschaft er von 1992 bis 2003 in der Extraliga aktiv war. In diesem Zeitraum wurde er mit dem Verein 1995 und 1999 jeweils Vizemeister. Die Saison 2002/03 beendete der Verteidiger bei Tappara Tampere in der SM-liiga. Mit den Finnen holte er gleich bei seiner ersten Station im Ausland den nationalen Meistertitel. Von 2003 bis 2005 stand er in der russischen Superliga bei Metallurg Nowokusnezk unter Vertrag, ehe er in der folgenden Spielzeit für deren Ligarivalen SKA Sankt Petersburg auflief. In der Saison 2006/07 spielte er zunächst für seinen Heimatverein HC Zlín sowie anschließend für den HK ZSKA Moskau in Russland sowie Djurgårdens IF in der schwedischen Elitserien. 
Die Spielzeiten 2007/08 und 2008/09 begann Marušák jeweils in der Extraliga beim HC Vítkovice Steel bzw. dem BK Mladá Boleslav und beendete sie bei Djurgårdens IF in der Elitserien bzw. dem HK MWD Balaschicha in der neugegründeten Kontinentalen Hockey-Liga. Zur Saison 2009/10 wechselte der Tscheche zu seinem Ex-Club Metallurg Nowokusnezk, der in der Zwischenzeit ebenfalls in die KHL aufgenommen wurde. Zur Saison 2010/11 kehrte er in seine tschechische Heimat zurück und unterschrieb einen Vertrag bei seinem Ex-Verein BK Mladá Boleslav, für den er seither spielt. 

## Erfolge und Auszeichnungen
- 1995 Tschechischer Vizemeister mit dem HC Zlín
- 1999 Tschechischer Vizemeister mit dem HC Zlín
- 2003 Finnischer Meister mit Tappara Tampere
- 2014 Tschechischer Meister mit dem HC Zlín

## Statistik
(Stand: Ende der Saison 2010/11)